# Universele Verklaring van de Rechten van de Mens
De Universele Verklaring van de Rechten van de Mens (UVRM) is een verklaring die op 10 december 1948 is aangenomen door de Algemene Vergadering van de Verenigde Naties (A/RES/217) om de Rechten van de mens (basisrechten/grondrechten) te omschrijven. De UVRM is tot op heden van grote betekenis als algemene morele en juridische standaard, als vaak gebruikte bron voor een nieuw internationaal verdrag of een nationale grondwet en als basis van het werk van mensenrechtenactivisten en -organisaties.

## Actuele betekenis
- Belangrijke juridische standaard De UVRM is niet in strikte zin bindend. Maar volgens uitspraken van de VN-Commissie voor Internationaal Recht heeft een verklaring die door een groot aantal landen over langere tijd is aanvaard, een status die niet veel lager is dan die van een verdrag. Rechters hebben in verscheidene landen in verscheidene uitspraken naar de UVRM verwezen. (Baehr, 2000)
- Bron van verdragen De UVRM is gebruikt als basis voor twee bindende VN-verdragen voor de mensenrechten, namelijk het internationaal verdrag inzake burgerrechten en politieke rechten en het internationaal verdrag inzake economische, sociale en culturele rechten. Ook het Europees Verdrag voor de Rechten van de Mens van 1950 is erop gebaseerd. Inmiddels hebben de VN op het gebied van mensenrechten zo’n driehonderd verdragen en (niet-bindende) verklaringen aangenomen. Zo kwam er in 1984 een verdrag tegen martelen, in 1989 een Verdrag inzake de rechten van het kind, in 2007 een verdrag tegen gedwongen verdwijning. Bij de meeste verdragen zijn toezichthoudende comités ingesteld.
- Weerslag in grondwetten De UVRM heeft aantoonbaar invloed gehad, met vaak expliciete verwijzingen, op meer dan negentig grondwetten, waaronder ten minste negentien grondwetten van nieuwe staten die zich na 1948 (vooral in Afrika) vormden. (Morsink, 1999)
- Mensenrechtenverdedigers De UVRM werd ook de grondslag van organisaties en activisten voor mensenrechten. De grootste hiervan is Amnesty International, met in 2008 meer dan 2,2 miljoen leden over de hele wereld. Andere van dergelijke organisaties zijn bijvoorbeeld Human Rights Watch en Aim for human rights. In bijna alle landen zijn verder plaatselijke comités voor mensenrechten actief. Mensenrechtenverdedigers zijn ook actief in staten die het internationaal verdrag inzake burgerrechten en politieke rechten niet hebben geratificeerd, zo’n vijftig landen. In die landen is de UVRM een belangrijke leidraad, omdat ze immers automatisch geldt voor alle lidstaten van de Verenigde Naties.
- Niet alleen voor staten De UVRM richt zich niet alleen op staten, maar ook op individuen en 'organen’. Daaronder vallen bijvoorbeeld ook bedrijven. Volgens de UVRM moeten die organen 'ernaar streven door onderwijs en opvoeding' de mensenrechten te bevorderen en 'door vooruitstrevende maatregelen, op nationaal en internationaal terrein, deze rechten algemeen en daadwerkelijk te doen erkennen en toepassen'. Het gaat dus om een plicht tot zowel educatie als daadwerkelijke maatregelen.
- Voortgaande bewustwording De UVRM wordt nog steeds aangehaald door wetenschappers, advocaten en grondwettelijke rechtbanken. Internationale rechters debatteren geregeld over de vraag of onderdelen van de verklaring overeenkomen met de gebruikelijke internationale wetgeving. De meningen zijn wereldwijd verdeeld over deze vraag, vanaf een enkel onderdeel tot aan de gehele verklaring. Vooral niet-westerse landen die ten tijde van het opstellen van de verklaring nog onder koloniaal bestuur stonden, hebben het universele karakter van de UVRM betwist.[1]

## Geschiedenis
Volgens incorrecte overlevering was het eerste mensenrechtenverdrag de Engelse Magna Carta (Groot Handvest), dat dateert uit 1215. De rol van de Magna Carta beperkte zich echter tot de verhouding tussen de adel en de koning. In latere propaganda uit Groot-Britannië is de rol van de Magna Carta vergroot en geherinterpreteerd, waardoor het document met name in common-law landen geassocieerd kan worden met mensenrechten. Het bevatte bepalingen zoals: 'De kerk moet vrij zijn en haar rechten mogen niet worden geschonden ... Het is iedereen toegestaan ons koninkrijk te verlaten en er weer terug te keren ... Geen vrije burger mag worden gearresteerd of gevangengezet tenzij na een veroordeling door de rechters volgens de wetten van het land ... Als rechters en gerechtsdienaren zullen alleen diegenen worden aangesteld die de wetten van het koninkrijk kennen en die er oprecht naar streven die na te leven ...'
Op 26 juli 1581 werd het Plakkaat van Verlatinghe getekend in Den Haag. Het stelt dat 'een vorst is door God aangesteld om heerser over zijn volk te zijn, het tegen onderdrukking en geweld te verdedigen als een herder zijn schapen ... en wanneer hij zich niet zo gedraagt maar hen onderdrukt dan is hij niet langer een vorst maar een tiran en dan mogen zij wettig overgaan tot de keuze van een andere vorst.'
Het Plakkaat van Verlatinghe diende Thomas Jefferson tot inspiratie voor de Amerikaanse Onafhankelijkheidsverklaring van 1776, waarin veel rechten van (vrije) burgers werden vastgelegd.
De Amerikaanse verklaring was een voorbeeld voor de Verklaring van de Rechten van de Mens en de Burger (1789) van de Franse Revolutie. De Franse verklaring somde, vanuit het idee van de zelfbeschikking van het volk en het individu, een lange reeks rechten op. Ze stelde dat mensen vrij en gelijk in rechten zijn geboren. Ze verbood gevangenschap zonder proces. Ze bracht rechten zoals die op godsdienstuitoefening, bezit en controle op de rechtvaardigheid van belastingen. Ze stelde dat burgers vrijelijk mochten spreken, schrijven en hun ideeën in druk mochten laten verschijnen, zolang dat althans geen inbreuk was op de wet.
De Britse schrijver Herbert George Wells, toentertijd waarschijnlijk de meest gelezen auteur ter wereld, schreef in oktober 1939, toen hij 73 jaar was, een ingezonden brief aan het dagblad The Times. Daarin stelde hij voor een nieuwe verklaring van de rechten van de mens op te stellen. Het voorstel legde hij dat jaar persoonlijk voor aan de Amerikaanse president Franklin D. Roosevelt. Roosevelt ontvouwde in januari 1941 de 'Vier Vrijheden': vrijheid van meningsuiting, vrijheid van godsdienst, vrijwaring van gebrek en vrijwaring van vrees. Later is een prijs hiernaar vernoemd: de Four Freedoms Award.
De ontzetting over de Holocaust was echter doorslaggevend in de formuleringen voor en debatten over de UVRM (Morsink, 1999). Artikelen zoals over recht op huwelijk, recht op werk en beroep, recht op vrije keuze van onderwijs voor kinderen en geloofsvrijheid, zijn direct terug te voeren op bescherming tegen het soort discriminerende maatregelen dat de nazi's namen tegen Joden.

## Totstandkoming

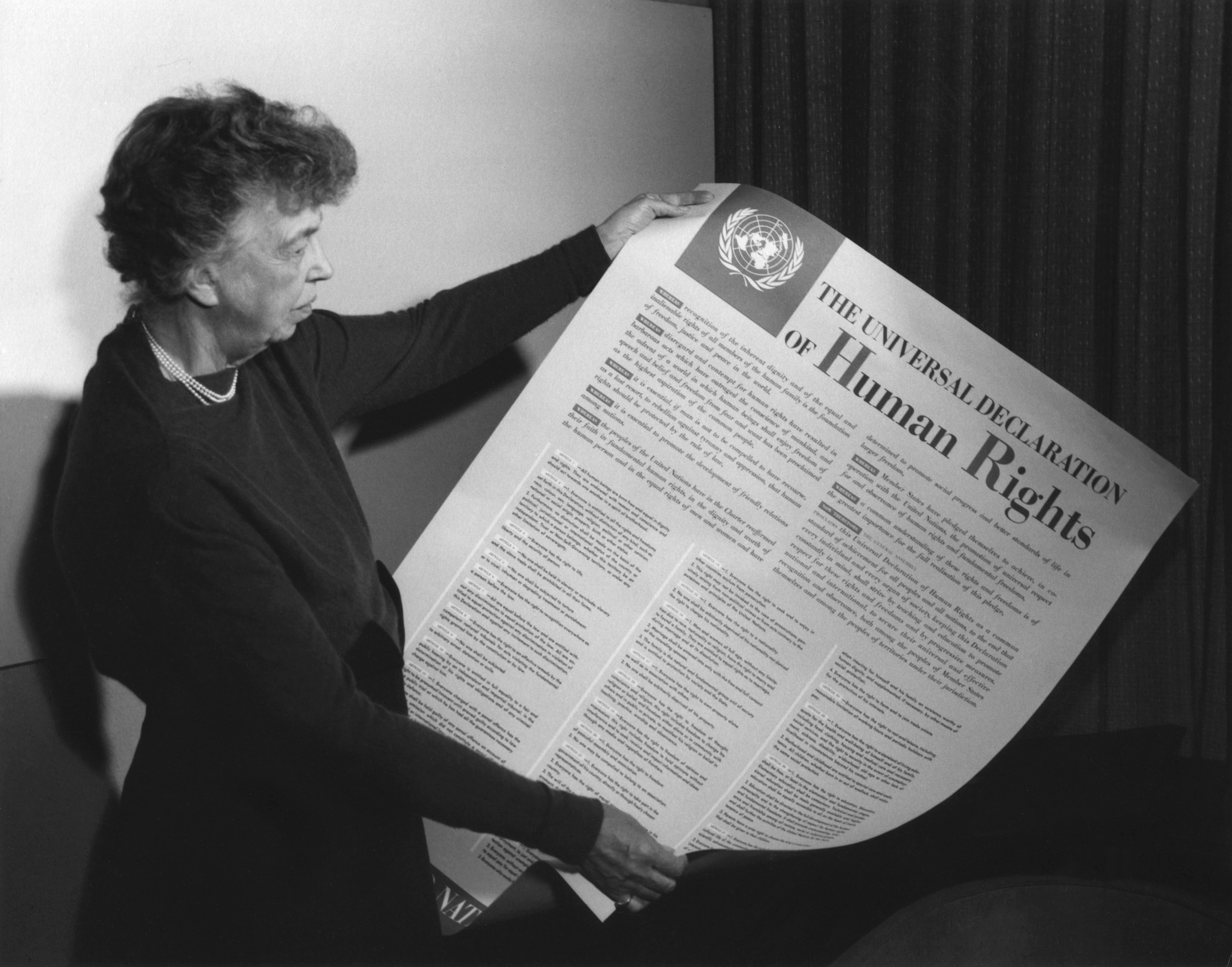
Eleanor Roosevelt met de UVRM.

De auteurs van de belangrijkste studies (zie #Bibliografie) melden het volgende over de totstandkoming van de UVRM:
- De belangrijkste initiatiefnemers voor de verklaring waren enkele niet-gouvernementele organisaties, vooral joodse organisaties en joodse intellectuelen in de Verenigde Staten. (Korey, 2001)
- Dat de verklaring, voor z’n tijd, opvallend vrij is van vooringenomenheid met betrekking tot geslacht is vooral te danken aan de intensieve bemoeienis van vrouwenorganisaties.
- Aan de tekst werd gewerkt door een grote verscheidenheid van mensen. Tot de grondleggers behoren de Amerikaanse presidentsweduwe Eleanor Roosevelt, de Canadese jurist John Peters Humphrey en de Franse jurist René Cassin. De laatste kreeg later de Nobelprijs voor de vrede. Leden van de redactiecommissie waren verder een Libanese rechtsfilosoof, een voormalige Tsjechische president, een linkse Chileense diplomaat en een Panamese rechtsgeleerde. Verder werkten onder meer een Chinees, een Uruguayaan, een Iraniër, een Mexicaanse en een Indiase diplomaat aan de voorbereiding van de tekst mee. Ook de eerste Russische gedelegeerde toonde zich coöperatief. (Morsink, 1999)
- De UVRM is gebaseerd op rechtsnormen vanuit de hele wereld. De redactiecommissie deed een uitnodiging uitgaan naar vertegenwoordigers van alle stromingen, religies en ideologieën, en verwerkte honderden reacties (onder meer die van Gandhi kreeg veel aandacht).
- Vooral de Sovjetstaten brachten het beginsel van bescherming tegen discriminatie sterk naar voren, in weerwil van de wens van de Amerikanen (die toen nog een beleid van rassensegregatie voerden).
- De nadruk op sociaal-economische rechten kwam vooral van de Latijns-Amerikanen, die eerder in 1948 al een Inter-Amerikaanse Verklaring van de Mensenrechten hadden aangenomen. Deze rechten vonden weerklank bij de twee belangrijkste auteurs van de tekst, John Humphrey en René Cassin, die beiden socialistische idealen koesterden.
- Een belangrijke invloed van Eleanor Roosevelt was dat ze de gedelegeerden ervan overtuigde af te zien van een bindende tekst, die zou namelijk naar haar inschatting geen voldoende steun hebben gekregen. Ze kreeg gelijk: zelfs de niet-bindende tekst kon alleen met veel moeite door de Verenigde Naties worden geloodst. (Glendon, 2002)
- Acht staten onthielden zich van stemming: de Sovjet-Unie plus vijf andere staten van het Oostblok, Zuid-Afrika en Saoedi-Arabië. Saoedi-Arabië steunde de UVRM niet, omdat die niet in overeenstemming zou zijn met de islam. Pakistan, het grootste islamitische zelfstandige land ten tijde van 1948, tekende wel. Andere staten met een islamitische meerderheid die de aanvaarding steunden waren Afghanistan, Egypte, Iran, Irak, Jemen, Syrië en Turkije.

## Nederlands aandeel
Onder meer de jonge afgevaardigden Marga Klompé (KVP) en Hilda Verwey-Jonker (PvdA) waren aanwezig bij vergaderingen over de UVRM, maar ze hadden geen belangrijke inbreng. De meest prominente Nederlandse gedelegeerde was pater Leo Beaufort (1890-1965). Hij maakte zich voor de vermelding van God sterk. Aanvankelijk kreeg hij enige bijval, maar geleidelijk rees bij steeds meer gedelegeerden de vrees dat christenen, moslims, boeddhisten en atheïsten het nooit over een verwijzing naar een Opperwezen eens zouden worden. Toen Beaufort merkte dat er nogal wat bezwaar was, voegde hij aan zijn pleidooi toe dat wie het daar niet mee eens was, de desbetreffende zin in de verklaring gewoon kon negeren. Waarop de vertegenwoordiger van Polen opmerkte dat de staten dan vrij zouden zijn om alles te negeren wat hun niet beviel (Samnøy, 1993). Uiteindelijk werd God in de UVRM buiten beschouwing gelaten. Mensen zijn, volgens artikel 1, 'begiftigd met verstand en geweten', maar het wordt in het midden gelaten door wie of wat ze daarmee begiftigd zouden zijn. (Morsink, 1999)

## Structuur en inhoud
De UVRM is een heel ‘dichte’ tekst; er zijn niet minder dan 65 verschillende rechten in vervat. Ze bevat een preambule, waarin de 'inherente waardigheid en onvervreemdbare rechten van de mens' worden erkend, en dertig artikelen. Artikelen 1-21 hebben betrekking op burgerrechten en politieke rechten. Daaronder zijn integriteitsrechten zoals die op leven, op erkenning als persoon voor de wet en op vrijwaring van marteling. Enkele artikelen van de UVRM formuleren de hoofdlijnen van een democratie: recht op inspraak in bestuur, op gelijke benoeming in openbare functies en stemrecht in vrije verkiezing. Artikelen 22-27 gaan over economische, sociale en culturele grondrechten. Dat zijn onder meer de rechten op werk, rust en vrije tijd, beloning, sociale zekerheid, onderwijs, huisvesting en medische verzorging.
PreambuleDe preambule (inleiding) van de UVRM zet uiteen wat de overwegingen zijn geweest om tot de verklaring te komen. De preambule zegt onder meer: ‘Overwegende, dat erkenning van de inherente waardigheid en van de gelijke en onvervreemdbare rechten van alle leden van de mensengemeenschap grondslag is voor de vrijheid, gerechtigheid en vrede in de wereld; Overwegende, dat terzijdestelling van en minachting voor de rechten van de mens geleid hebben tot barbaarse handelingen, die het geweten van de mensheid geweld hebben aangedaan ...’ Vooral twee zinsneden trekken in de preambule de aandacht. Ten eerste de zin: ‘... opdat de mens niet gedwongen worde om in laatste instantie zijn toevlucht te nemen tot opstand tegen tirannie en onderdrukking’. Waar de preambule op duidt is het aloude gewoonterecht om tegen een onderdrukkend regime of een onrechtvaardige heerser een verzetsbeweging te organiseren.
Ten tweede de zinsnede dat de UVRM is afgekondigd ‘opdat ieder individu en elk orgaan van de gemeenschap er naar zal streven ... de eerbied voor deze rechten en vrijheden te bevorderen’. De UVRM is dus niet alleen gericht tot staten, maar ook tot individuen en organisaties. Die zin wordt door mensenrechtenorganisaties aangehaald om te wijzen op de verantwoordelijkheid voor mensenrechten die onder meer bedrijven hebben.
IntegriteitsrechtenDe integriteitsrechten zijn misschien wel de meest aanvaarde bepalingen uit het gehele internationale recht (Baehr, 2000). Bijna alles wat erover in de UVRM staat, komt ook terug in twee VN-mensenrechtenverdragen uit 1966 en in de regionale mensenrechtenverdragen van Europa, Amerika en Afrika. Onder deze rechten vallen de 'niet-opschortbare' rechten, rechten die volgens internationale verdragen ook ten tijde van een noodtoestand niet mogen worden opgeheven. Dat zijn de rechten op leven, vrijheid van geweten en religie, erkenning als persoon voor de wet (habeas corpus), vrijwaring van marteling en wrede behandeling, vrijwaring van gevangenneming wegens schulden, en vrijwaring van tweemaal bestraffing voor hetzelfde misdrijf (ne bis in idem). Verder worden ook rechten als die op gelijkheid voor de wet, bescherming van privacy en vrijwaring van discriminatie vaak tot de integriteitsrechten gerekend.
Vrijheid van meningsuiting en informatieHet recht op vrijheid van meningsuiting omvat de vrijheid ‘inlichtingen en denkbeelden van welke aard ook te vergaren, te ontvangen en door te geven, ongeacht grenzen en ongeacht de vorm’. Met andere woorden, dit artikel (art. 19) schrijft zowel de vrijheid van meningsuiting als die van informatie voor. Wel kunnen, zoals VN-verdragen aangeven, beperkingen worden aangebracht door de wet, om de rechten van anderen of de openbare orde te beschermen. Zo is bijvoorbeeld het oproepen tot racisme en andere haatspraak verboden volgens het VN-Verdrag tegen rassendiscriminatie uit 1965. Een ander VN-verdrag verbiedt propaganda voor het beginnen van een oorlog.
Vrijheid van vereniging, participatierechtenDe vrijheid van vereniging en vergadering houdt in: men mag zich vrijelijk verenigen en zich bij een vakbond aansluiten, behoudens beperkingen zoals die van de openbare orde en andere 'die in een democratische samenleving nodig zijn'. Dergelijke beperkingen worden, ook in westerse democratieën, nogal eens opgelegd aan het recht op staking (bijvoorbeeld dat van ambtenaren of militairen) en aan het oprichten van bepaalde politieke partijen (als ze extreme ideeën verkondigen of zich schuldig maken aan haatspraak). 
De participatierechten in de UVRM zijn de rechten op deelname aan het bestuur van een land, het recht te kiezen en gekozen te worden in algemene geheime verkiezingen, en gelijke rechten op openbare functies. Andere bepalingen in deze categorie zijn het gelijke kiesrecht voor man en vrouw en het recht op een nationaliteit.
GevangenenVan de rechten van de arrestant, beklaagde en gevangene is het belangrijkste het recht op een eerlijke rechtszaak. De UVRM verbiedt willekeurige arrestatie. Ze verplicht tot onafhankelijke en onpartijdige rechtspraak, en het recht voor onschuldig te worden gehouden tot schuld is bewezen. Pas in latere verdragen en verklaringen zijn meer details uitgewerkt. Zo zijn toegevoegd de rechten op berechting op redelijke termijn, op rechtsbijstand, op gelegenheid en tijd tot het voorbereiden van een verdediging, en op de mogelijkheid tot beroep en gratie. In de diverse VN-verklaringen worden uitgebreide opsommingen gegeven van richtlijnen voor bijvoorbeeld kleding, voeding en medische verzorging van gevangenen.
Vluchtelingen en migrantenDe UVRM zegt dat mensen het recht hebben hun land te verlaten en er terug te keren. Vluchtelingen hebben recht op bescherming tegen refoulement, dat wil zeggen terugzending naar een land waar men vervolgd wordt. Ze hebben het recht politiek asiel 'te zoeken en te genieten'.
Speciale categorieënDe verklaring regelt de rechten van ieder mens in het algemeen gelijkelijk en zonder aanzien des persoons. De meeste bepalingen beginnen dan ook met de kenmerkende 'een ieder' of 'niemand'. Maar speciale rechten worden onder meer toegekend aan mensen die een gezin willen stichten (artikel 16). Ook het gezin zelf verdient volgens dit verdrag bijzondere bescherming. Ook werknemers worden als groep speciale rechten toegekend. Het verdrag maakt onderscheid naar sekse door in het bijzonder moeders (‘bijzondere bijstand voor moeders en kinderen’) extra rechten toe te kennen (artikel 25).
Sociaal-economische en culturele rechtenDe sociaal-economische rechten, ook wel sociale grondrechten genoemd, zijn rechten op de minimumvoorwaarden voor welvaart en welzijn. Ze omvatten rechten zoals die op werk, beloning, sociale zekerheid, onderwijs, huisvesting, rechtshulp en medische verzorging, in totaal zo’n twintig verschillende rechten. Daaronder zijn ook het recht op bescherming tegen werkloosheid, op gratis en verplicht onderwijs en op 'rust en vakanties met behoud van loon'. Dergelijke rechten zijn uitgewerkt in het Internationaal verdrag inzake economische, sociale en culturele rechten van 1966. Deze grondrechten zijn bijvoorbeeld ook opgenomen in de Nederlandse grondwet. De culturele rechten omvatten onder meer het recht op deelname aan het culturele leven en wetenschappelijke vooruitgang, en het auteursrecht. Artikel 27 stelt dat iedereen recht heeft om te genieten van Kunst en Cultuur.

## Rechten die ontbreken
- Er wordt niet gesproken over de doodstraf of over het recht op omzetting van doodstraf.
- De vrijheid van drukpers, de vrijheid van wetenschappelijk onderzoek, het stakingsrecht, het recht op eigen taal en naam, en het individueel klachtrecht (bij internationale organisaties) worden niet genoemd.
- Evenmin wordt genoemd: de bescherming van vrouwen tegen geweld (waaronder seksueel geweld en vrouwenbesnijdenis) en de bescherming van kinderen tegen schadelijke kinderarbeid.

Deze rechten zijn later in het internationaal recht wel uitgewerkt. Van andere rechten is de status tot op heden betwist:
- Er wordt in de UVRM geen gewag gemaakt van de collectieve rechten. Zo’n collectief recht is bijvoorbeeld het zelfbeschikkingsrecht van volkeren. In het eerste artikel van beide VN-verdragen van 1966 is het recht op zelfbeschikking van volken wél opgenomen. Het is nu algemeen aanvaard dat een 'volk' zelfbeschikking kan verwerven, en zich af mag splitsen van een staat als het lang onder onderdrukking heeft geleden. Met een beroep op dat recht verklaarde Kosovo zich begin 2008 onafhankelijk van Servië.
- Het recht op ontwikkeling staat evenmin in de UVRM, dit kwam pas later op. Het is in 1986 vastgelegd in een VN-verklaring. Volgens dat recht kunnen individuele mensen de nationale en internationale gemeenschap aanspreken op de verplichting om hen te vrijwaren voor absolute armoede. Het recht op ontwikkeling is gebaseerd op het 'recht op een adequate levensstandaard' van de UVRM (art. 25). Volgens de verklaring van 1968 is ontwikkeling een economisch, sociaal, cultureel en politiek proces, dat gericht is op de voortdurende verbetering van het welzijn van de bevolking als geheel en van alle individuen. Het recht op ontwikkeling betekent in de praktijk vooral: bescherming tegen kolonisatie en andere vormen van internationale afhankelijkheid die nationale vooruitgang tegenhouden. Er is veel kritiek op de formulering van dit recht. Het zou regeringen de gelegenheid bieden om in het kader van de gewenste 'ontwikkeling' bepaalde grondrechten op te schorten. Bovendien is erg onduidelijk welke volken of andere groepen het recht op ontwikkeling zouden moeten genieten.

## Kritiek en aanvullingen
Kritiek en aanvullingen op de UVRM kwamen sinds 1948 vanuit heel verschillende invalshoeken (Bronkhorst 2001):
- Cultuurrelativisme: Bepaalde gebruiken worden in de ene cultuur wel en in de andere culturen niet als schendingen van mensenrechten gevoeld. Dit zou bijvoorbeeld gelden voor besnijdenis bij zowel mannen als vrouwen, het verbranden van weduwen, maar ook voor doodstraf of lijfstraffen. Om die reden meende de Amerikaanse Antropologische Vereniging in 1947 dat een universele verklaring niet mogelijk was.
- Liberalisme: De vrijheidsrechten zijn het belangrijkst, daaronder het recht op bezit. Het individu is de maat van de dingen, een regering heeft alleen macht in zoverre die door individuen is afgestaan. Rechten die verder gaan dan individuele vrijheidsrechten, zoals de sociaal-economische rechten, zouden niet tot de mensenrechten moeten worden gerekend.
- Conservatisme: Mensenrechten houden een traditie van saamhorigheid en rechtsgevoel in ere.
- Feminisme: De mensenrechten zoals ze nu zijn geformuleerd komen vooral ten goede aan mannen. Als iedereen op gelijke voet behandeld wordt, wordt uit het oog verloren dat vrouwen bijvoorbeeld veel vaker de zorg voor kinderen moeten dragen en daarom recht zouden moeten hebben op speciale voorzieningen.
- Marxisme: De mensenrechten houden geen rekening met de daadwerkelijke machtsverhoudingen die voortkomen uit de economische ongelijkheid tussen mensen: "tussen gelijke rechten beslist de macht".[5] De mensenrechten bieden geen uitkomst in conflicten die uit deze ongelijkheid voortkomen; deze worden beslist door klassenstrijd.[6]
- Confucianisme: Onder meer de Chinese overheid heeft betoogd dat 'harmonie' de voorkeur heeft boven het vastleggen van individuele rechten.
- Ontwikkelingslanden Mensenrechten zouden te weinig rekening houden met de omstandigheden van de armste landen. Die hebben vaak een koloniaal verleden en worden nu nog door de internationale betrekkingen uitgebuit.
- Islam: Het Arabisch Handvest voor de Mensenrechten, Arab Charter on Human Rights (ACHR) uit 1994 stelt in de inleiding God en de sharia (islamitische wetgeving) boven de universele mensenrechten. Het handvest geeft een beperkt recht op vrijheid van meningsuiting en het verklaart de doodstraf alleen onwettig als die wordt opgelegd voor politieke misdrijven.[7] Op gelijkaardige wijze stelt de Universele islamitische verklaring van mensenrechten de sharia boven de UVRM. In zekere zin is dit gelijkaardig aan de UVRM, waar gewone wetten boven de universele verklaring worden gesteld, bijvoorbeeld door de toevoeging "op willekeurige wijze".
- Hans Küng en anderen stelden in 1998 bij 50ste verjaardag van de UVRM een 'Universele verklaring van plichten' voor. Er waren uiteindelijk geen staten die dat initiatief steunden.
- Libertarisme: Mensenrechten,[8][9] zijn helemaal geen rechten in de gewone zin: "De idee van 'rechten' – in tegenstelling tot bijvoorbeeld 'begeerten' of 'gunsten' – impliceert immers dat rechten een coherente orde (een rechtsorde) vormen. Dat wil zeggen dat het mogelijk is alle rechten tegelijk te respecteren. In de UVRM is dat met de huidige tekst niet mogelijk". Bijvoorbeeld van het 'recht op gezondheid' zoals geformuleerd door de onder auspiciën van de VN opgerichte Wereldgezondheidsorganisatie: "Gezondheid is een toestand van volledig fysiek, mentaal en sociaal welzijn en niet slechts de afwezigheid van ziekte of letsel. Het genot van de hoogst bereikbare maat van gezondheid is een van de fundamentele rechten van iedere mens zonder onderscheid van ras, religie, politieke overtuiging, economische of sociale situatie". Dit betekent dat iedereen recht heeft op alle optimale zorgen voor gelijk welk letsel of gelijk welke frustratie. Zoiets is principieel niet realiseerbaar gezien de schaarste der middelen waarover de mensheid in haar geheel beschikt. Om ook maar een miniem deel van het geschetste 'fundamentele recht' voor eenieder te garanderen, zouden op grootscheepse schaal bij alle mensen middelen en rijkdom moeten worden weggenomen, wat natuurlijk weer ingaat tegen andere 'fundamentele rechten' van de aldus beroofden. Er moeten dus prioriteiten worden gesteld, door een instantie die boven de mensenrechten en de mensenrechtsubjecten uitstijgt. Die keuze gebeurt per definitie buiten het recht om, want de keuze moet juist de door het valse 'recht' opgeroepen problemen oplossen. Er is geen coherente orde of rechtsorde mogelijk. Een tweede fundamentele kritiek is dat de mensenrechten uit de UVRM en verzameling is van begeerten, terwijl het recht op zelfbeschikking op eigen leven, vrijheid en producten van die vrijheid (eigendom) geen specifieke bescherming genieten. Artikel 3 zegt: "Een ieder heeft het recht op leven, vrijheid en onschendbaarheid van zijn persoon". Er staat niet:"Ieder mens heeft het recht met het zijne, met al zijn middelen, te doen en te laten wat hij wil, en dus ook, dat geen enkel mens het recht heeft wat dan ook te doen met de middelen van een ander, zonder diens toestemming".[10] Een samenleving waar het individu geen echte rechten heeft, maar alleen claims op anderen, heeft bijgevolg nood aan een sterke autoriteit, die beslist wie wat krijgt ten koste van wie. Dit is precies de samenleving zoals beschreven door Thomas Hobbes in zijn boek Leviathan. Een samenleving gebaseerd de rechten zoals gedefinieerd door John Locke leidt tot een vrije samenleving zoals deze die de libertariërs voorstaan, en staat in schril contrast met de samenleving zoals die beschreven is in Leviathan. De UVRM van de rechten van de mens wordt bijgevolg gezien als een justificatie van de gedwongen representatie in het systeem van representatieve democratie, terwijl het systeem van directe democratie gebaseerd is op zelfbeschikking van het individu, een recht dat niet door de UVRM van de rechten van de mens wordt gegarandeerd.

## Weerlegging van sommige kritieken
- Ondanks de cultuurverschillen is er aanzienlijke 'universaliteit' tussen de culturen. De Nederlandse rechtsgeleerde Paul Cliteur betoogt dat in alle culturen bepaalde beginselen gelden als een basis van rechtvaardigheid. Elke cultuur kent het verbod op moord en diefstal, de plicht tot de eerlijke behandeling van onrecht, en de plicht tot bescherming van zwakken tegen de willekeur van machthebbers. Een ander bezwaar tegen het cultuurrelativisme is dat het gemakkelijk leidt tot willekeur. Als elke 'cultuur' de waarheid in pacht kan hebben, vervalt elk argument pro of contra een bepaalde opvatting van mensenrechten.
- In de praktijk worden de verschillen tussen culturen kleiner. Zo was de lijfstraf begin twintigste eeuw in de meeste landen van de wereld nog een aanvaarde strafpraktijk, nu is ze dat nog maar in een klein aantal landen. Het aantal opgelegde doodstraffen is wereldwijd vele malen kleiner dan een eeuw geleden. De slavernij is nu overal verboden. Rond 1900 was er bijna nergens kiesrecht voor vrouwen, nu is dat nagenoeg algemeen.
- De mensenrechten zoals genoemd in de UVRM zijn in veel bindende verdragen bevestigd. De verdragen zijn op brede schaal aanvaard, ook door landen die kritiek hebben geuit op de UVRM. De kritiek dat de UVRM van 'westerse' oorsprong zou zijn, is historisch niet juist.
- In diverse verklaringen, waaronder die van Wenen in 1993[11], hebben politici benadrukt dat alle mensenrechten uit de verklaring 'ondeelbaar en onderling afhankelijk' zijn. Er zou volgens deze verklaring geen hiërarchie in de mensenrechten zijn. In werkelijkheid blijft de conflicterende situatie bestaan tussen echte rechten (bijvoorbeeld recht op bezit, recht op vrije meningsuiting) en rechten die in feite claims op anderen zijn (bijvoorbeeld recht op onderwijs, huisvesting,...), en die inbreuken vormen op de rechten van anderen (recht op bezit). Zo besliste het hof van Beroep in Gent in 2004, dat het recht op vrije meningsuiting ondergeschikt is aan het recht om niet gediscrimineerd te worden.

## Dag van de rechten van de mens
10 december, de dag waarop de UVRM in 1948 in het leven werd geroepen, is de internationale dag van de mensenrechten.